# 500 kilomètres de Silverstone FIA GT 2002
Navigation
Édition précédente Édition suivante
Les 500 kilomètres de Silvesrtone 2002 FIA GT, disputées le 5 mai 2002 sur le circuit de Silverstone, sont la deuxième manche du championnat FIA GT 2002.

## Course

### Classement de la course
| Pos.   | Catégorie | N° | Écurie                           | Pilotes                                           | Châssis                   | Pneus | Tours/Abandon |
| Pos.   | Catégorie | N° | Écurie                           | Pilotes                                           | Moteur                    | Pneus | Tours/Abandon |
| ------ | --------- | -- | -------------------------------- | ------------------------------------------------- | ------------------------- | ----- | ------------- |
| 1      | GT        | 12 | Paul Belmondo Racing             | Fabio Babini Marc Duez                            | Chrysler Viper GTS-R      | P     | 96            |
| 1      | GT        | 12 | Paul Belmondo Racing             | Fabio Babini Marc Duez                            | Chrysler 8.0L V10         | P     | 96            |
| 2      | GT        | 15 | Lister Storm Racing              | Bobby Verdon-Roe (en) John Knapfield              | Lister Storm              | D     | 96            |
| 2      | GT        | 15 | Lister Storm Racing              | Bobby Verdon-Roe (en) John Knapfield              | Jaguar 7.0L V12           | D     | 96            |
| 3      | GT        | 1  | Larbre Compétition Chereau       | Christophe Bouchut David Terrien Vincent Vosse    | Chrysler Viper GTS-R      | M     | 96            |
| 3      | GT        | 1  | Larbre Compétition Chereau       | Christophe Bouchut David Terrien Vincent Vosse    | Chrysler 8.0L V10         | M     | 96            |
| 4      | GT        | 14 | Lister Storm Racing              | Jamie Campbell-Walter Nicolaus Springer           | Lister Storm              | D     | 96            |
| 4      | GT        | 14 | Lister Storm Racing              | Jamie Campbell-Walter Nicolaus Springer           | Jaguar 7.0L V12           | D     | 96            |
| 5      | GT        | 4  | Team Carsport Holland Racing Box | Fabrizio Gollin Luca Cappellari                   | Chrysler Viper GTS-R      | P     | 95            |
| 5      | GT        | 4  | Team Carsport Holland Racing Box | Fabrizio Gollin Luca Cappellari                   | Chrysler 8.0L V10         | P     | 95            |
| 6      | GT        | 11 | Paul Belmondo Racing             | Paul Belmondo Claude-Yves Gosselin                | Chrysler Viper GTS-R      | P     | 95            |
| 6      | GT        | 11 | Paul Belmondo Racing             | Paul Belmondo Claude-Yves Gosselin                | Chrysler 8.0L V10         | P     | 95            |
| 7      | GT        | 7  | RWS Motorsport                   | Dieter Quester Luca Riccitelli                    | Porsche 911 GT            | P     | 94            |
| 7      | GT        | 7  | RWS Motorsport                   | Dieter Quester Luca Riccitelli                    | Porsche 3.9L Flat-6       | P     | 94            |
| 8      | GT        | 9  | Team A.R.T.                      | Jean-Pierre Jarier François Lafon                 | Chrysler Viper GTS-R      | P     | 93            |
| 8      | GT        | 9  | Team A.R.T.                      | Jean-Pierre Jarier François Lafon                 | Chrysler 8.0L V10         | P     | 93            |
| 9      | N-GT      | 50 | JMB Racing                       | Christian Pescatori Andrea Montermini             | Ferrari 360 Modena N-GT   | P     | 92            |
| 9      | N-GT      | 50 | JMB Racing                       | Christian Pescatori Andrea Montermini             | Ferrari 3.6L V8           | P     | 92            |
| 10     | GT        | 26 | Cirtek Motorsport                | Peter Cook Neil Cunningham Carl Rosenblad         | Chrysler Viper GTS-R      | D     | 92            |
| 10     | GT        | 26 | Cirtek Motorsport                | Peter Cook Neil Cunningham Carl Rosenblad         | Chrysler 8.0L V10         | D     | 92            |
| 11     | GT        | 22 | BMS Scuderia Italia              | Enzo Calderari Lilian Bryner Frédéric Dor         | Ferrari 550-GTS Maranello | M     | 92            |
| 11     | GT        | 22 | BMS Scuderia Italia              | Enzo Calderari Lilian Bryner Frédéric Dor         | Ferrari 5.9L V12          | M     | 92            |
| 12     | GT        | 5  | Force One Racing                 | David Hallyday Philippe Alliot                    | Ferrari 550 Maranello     | M     | 91            |
| 12     | GT        | 5  | Force One Racing                 | David Hallyday Philippe Alliot                    | Ferrari 6.0L V12          | M     | 91            |
| 13     | N-GT      | 58 | Autorlando Sport                 | Johnny Mowlem Toto Wolff                          | Porsche 911 GT3-RS        | P     | 91            |
| 13     | N-GT      | 58 | Autorlando Sport                 | Johnny Mowlem Toto Wolff                          | Porsche 3.6L Flat-6       | P     | 91            |
| 14     | N-GT      | 51 | JMB Racing                       | Andrea Bertolini Andrea Garbagnati                | Ferrari 360 Modena N-GT   | P     | 91            |
| 14     | N-GT      | 51 | JMB Racing                       | Andrea Bertolini Andrea Garbagnati                | Ferrari 3.6L V8           | P     | 91            |
| 15     | N-GT      | 60 | JVG Racing                       | Jürgen von Gartzen Ian Khan                       | Porsche 911 GT3-RS        | P     | 91            |
| 15     | N-GT      | 60 | JVG Racing                       | Jürgen von Gartzen Ian Khan                       | Porsche 3.6L Flat-6       | P     | 91            |
| 16     | N-GT      | 55 | Freisinger Motorsport            | Stéphane Daoudi Bert Longin                       | Porsche 911 GT3-RS        | D     | 90            |
| 16     | N-GT      | 55 | Freisinger Motorsport            | Stéphane Daoudi Bert Longin                       | Porsche 3.6L Flat-6       | D     | 90            |
| 17     | N-GT      | 53 | JMB Competition                  | Marco Lambertini Batti Pregliasco Iradj Alexander | Ferrari 360 Modena N-GT   | P     | 89            |
| 17     | N-GT      | 53 | JMB Competition                  | Marco Lambertini Batti Pregliasco Iradj Alexander | Ferrari 3.6L V8           | P     | 89            |
| 18     | N-GT      | 54 | Freisinger Motorsport            | Ni Amorim Stéphane Ortelli                        | Porsche 911 GT3-RS        | D     | 88            |
| 18     | N-GT      | 54 | Freisinger Motorsport            | Ni Amorim Stéphane Ortelli                        | Porsche 3.6L Flat-6       | D     | 88            |
| 19     | N-GT      | 77 | RWS Motorsport                   | Alexey Vasilyev Nikolai Fomenko                   | Porsche 911 GT3-R         | P     | 86            |
| 19     | N-GT      | 77 | RWS Motorsport                   | Alexey Vasilyev Nikolai Fomenko                   | Porsche 3.6L Flat-6       | P     | 86            |
| 20     | GT        | 25 | PSI Motorsport                   | Kurt Mollekens Markus Palttala                    | Porsche 911 Bi-Turbo      | D     | 71            |
| 20     | GT        | 25 | PSI Motorsport                   | Kurt Mollekens Markus Palttala                    | Porsche 3.6L Turbo Flat-6 | D     | 71            |
| 21 DNF | N-GT      | 66 | MAC Racing Scuderia Veregra      | Francesco Merendino Michele Merendino             | Porsche 911 GT3-R         | D     | 59            |
| 21 DNF | N-GT      | 66 | MAC Racing Scuderia Veregra      | Francesco Merendino Michele Merendino             | Porsche 3.6L Flat-6       | D     | 59            |
| 22 DNF | GT        | 3  | Team Carsport Holland Racing Box | Mike Hezemans Anthony Kumpen                      | Chrysler Viper GTS-R      | P     | 58            |
| 22 DNF | GT        | 3  | Team Carsport Holland Racing Box | Mike Hezemans Anthony Kumpen                      | Chrysler 8.0L V10         | P     | 58            |
| 23 DNF | N-GT      | 62 | Cirtek Motorsport                | Adam Jones Jirko Malchárek                        | Porsche 911 GT3-RS        | D     | 46            |
| 23 DNF | N-GT      | 62 | Cirtek Motorsport                | Adam Jones Jirko Malchárek                        | Porsche 3.6L Flat-6       | D     | 46            |
| 24 DNF | N-GT      | 65 | Sebah Automotive                 | Hugh Hayden Bart Hayden                           | Porsche 911 GT3-R         | ?     | 46            |
| 24 DNF | N-GT      | 65 | Sebah Automotive                 | Hugh Hayden Bart Hayden                           | Porsche 3.6L Flat-6       | ?     | 46            |
| 25 DNF | GT        | 23 | BMS Scuderia Italia              | Andrea Piccini Jean-Denis Delétraz                | Ferrari 550-GTS Maranello | M     | 39            |
| 25 DNF | GT        | 23 | BMS Scuderia Italia              | Andrea Piccini Jean-Denis Delétraz                | Ferrari 5.9L V12          | M     | 39            |
| 26 DNF | N-GT      | 64 | Cirtek Motorsport                | Roberto Papini Raffaele Sangiuolo                 | Porsche 911 GT3-R         | D     | 28            |
| 26 DNF | N-GT      | 64 | Cirtek Motorsport                | Roberto Papini Raffaele Sangiuolo                 | Porsche 3.6L Flat-6       | D     | 28            |
| 27 DNF | GT        | 16 | Proton Competition               | Gerold Ried Klaus Horn                            | Porsche 911 GT2           | Y     | 15            |
| 27 DNF | GT        | 16 | Proton Competition               | Gerold Ried Klaus Horn                            | Porsche 3.6L Turbo Flat-6 | Y     | 15            |
| DSQ†   | N-GT      | 63 | System Force Motorsport          | Phil Bastiaans Peter Van Merksteijn               | Porsche 911 GT3-RS        | P     | 90            |
| DSQ†   | N-GT      | 63 | System Force Motorsport          | Phil Bastiaans Peter Van Merksteijn               | Porsche 3.6L Flat-6       | P     | 90            |
| DNS    | N-GT      | 52 | JMB Competition                  | Gianluca Giraudi Pietro Gianni                    | Ferrari 360 Modena N-GT   | P     | –             |
| DNS    | N-GT      | 52 | JMB Competition                  | Gianluca Giraudi Pietro Gianni                    | Ferrari 3.6L V8           | P     | –             |